# Itororó (kommun)
Itororó är en kommun i Brasilien.   Den ligger i delstaten Bahia, i den östra delen av landet, 900 km öster om huvudstaden Brasília. Antalet invånare är 19 911.
Följande samhällen finns i Itororó:
- Itororó

Omgivningarna runt Itororó är huvudsakligen savann. Runt Itororó är det glesbefolkat, med 10 invånare per kvadratkilometer.